# Regiunea Moghilău
Regiunea Moghilău (belarusă : Магілёўская во́бласць) este o regiune situată în vestul Belarusului. Capitala provinciei este orașul Moghilău. Regiunea se învecinează la nord cu regiunea Vitebsk, la est cu Rusia, la sud cu regiunea Gomel, iar la vest cu regiunea Minsk.
1. ↑  GeoNames, accesat în 9 iulie 2017